# Военно-воздушные силы Габона
Военно-воздушные силы Габона (фр. Armée de l'air Gabonaise) — один из видов Вооружённых сил Республики Габон

## История
В начале 1960-х годов, после обретения независимости от Французской Республики, воздушные отряды находились внутри страны, и первой официальной воздушной установкой стал учебный центр Муила, который был создан в 1966 году на юго-западе страны. 25 января 1972 года президентским указом, подписанным президентом Омаром Бонго, военно-воздушные силы Габона стали официальным подразделением вооруженных сил, отдельным от армии. В январе 1980 года по инициативе президента Бонго, ВВС разработали и приняли боевую структуру, приобрели парк истребителей и создали авиабазу Мвенгуэ в столице.

## Структура
- 1-я и 2-я истребительные авиационные эскадрильи:
  - Mirage F-1AZ
  - MB-326M Impala I
- Транспортная эскадрилья:
  - C-130 Hercules
  - CN-235
- Группа воздушной связи:
  - 1 Falcon-900EX
  - 1 Gulfstream III

## Техника и вооружение
| Название              | Производство    | Тип                   | Модификация     | Количество      | Примечания      |                 |
| Боевые самолёты       | Боевые самолёты | Боевые самолёты       | Боевые самолёты | Боевые самолёты | Боевые самолёты | Боевые самолёты |
| --------------------- | --------------- | --------------------- | --------------- | --------------- | --------------- | --------------- |
| Mirage F1             | Франция         | Истребитель           |                 | 6               |                 |                 |
| Транспортные самолёты |                 |                       |                 |                 |                 |                 |
| ATR 42                | Франция         | Транспортный самолёт  |                 | 1               |                 |                 |
| C-130 Hercules        | США             | Транспортный самолёт  |                 | 1               |                 |                 |
| CASA C-212            | Испания         | Транспортный самолёт  |                 | 1               |                 |                 |
| Вертолёты             |                 |                       |                 |                 |                 |                 |
| Alouette III          | Франция         | Транспортный вертолёт |                 | 2               |                 |                 |
| Eurocopter AS332      | Франция         | Многоцелевой вертолёт |                 | 1               |                 |                 |
| Eurocopter EC135      | Германия        | Многоцелевой вертолёт |                 | 1               |                 |                 |
| Eurocopter EC120      | Франция         | Многоцелевой вертолёт |                 | 2               |                 |                 |
| Aérospatiale SA330    | Франция         | Многоцелевой вертолёт |                 | 5               |                 |                 |
| Aérospatiale Gazelle  | Франция         | Многоцелевой вертолёт |                 | 3               |                 |                 |